# Gotzing

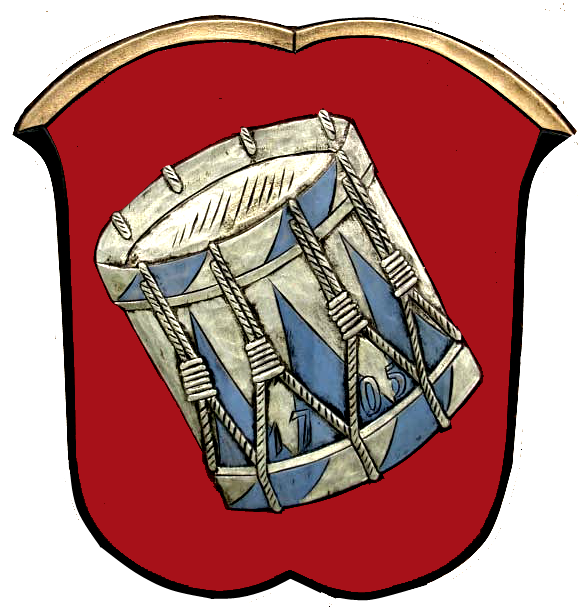
Wappen

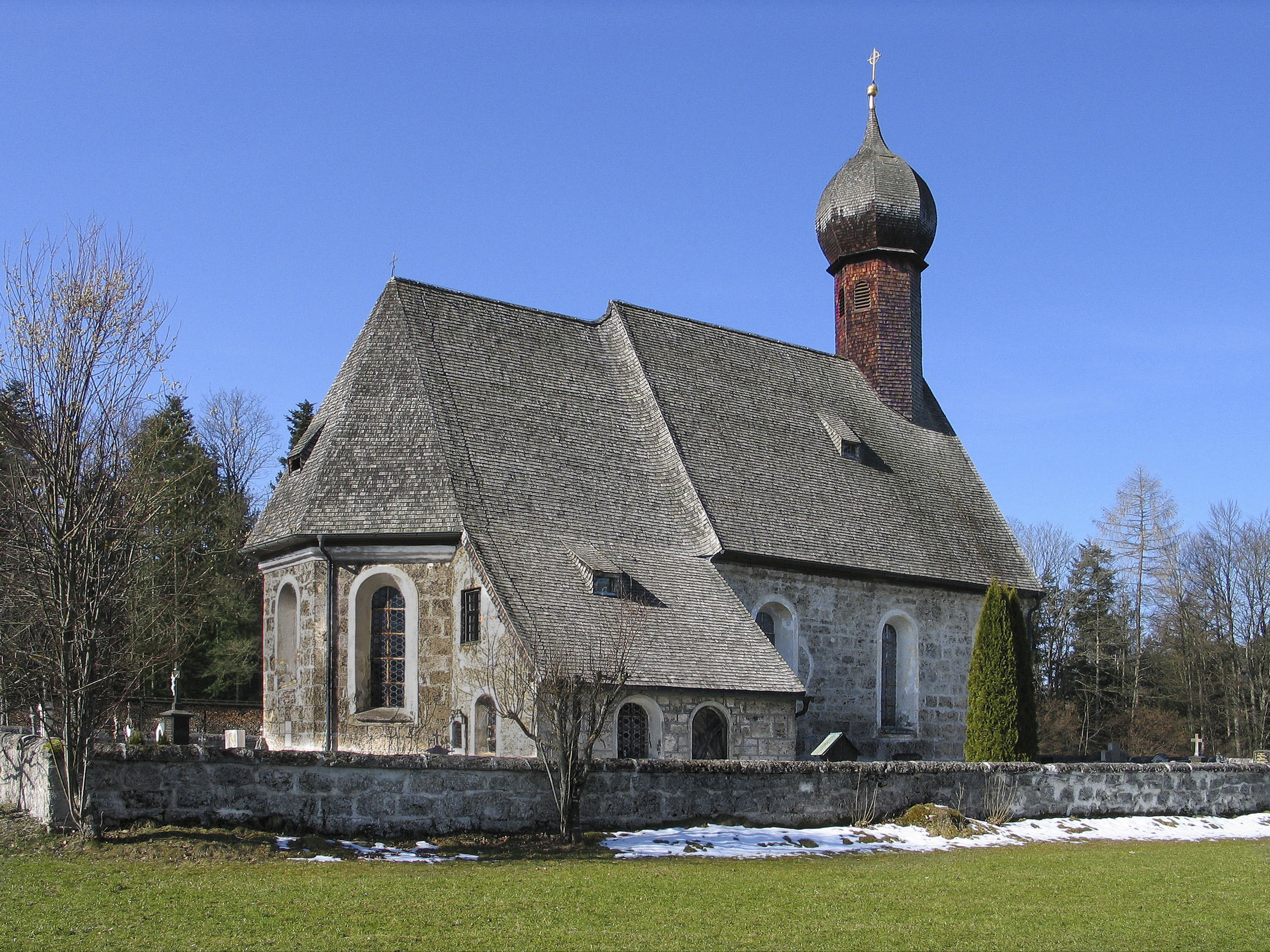
Gotzinger Kirche

Gotzing ist ein Gemeindeteil der Gemeinde Weyarn im oberbayerischen Landkreis Miesbach. Der Ortsname lässt sich zurückführen auf die Zeit der Ansiedlung der Goten bzw. Bajuwaren um 500, was an der für diese Zeit typischen Endung auf -ing erkennbar ist.

## Geographie
Der Weiler Gotzing liegt südlich von Weyarn oberhalb des Mangfalltals. Neben dem Kerndorf werden auch oft die umliegenden Häuser, die Obergotzing bilden, als zu Gotzing zugehörig betrachtet. Es besteht ebenfalls eine starke kulturelle und gesellschaftliche Bindung zu dem zu Warngau gehörigem Nachbardorf Hinterberg. Diese drei Teile bildeten vor der Gemeindereform die Gemeinde Gotzing.
Gotzing ist der Namensgeber des Gotzinger Platzes im Münchner Stadtteil Sendling, herrührend von der Beteiligung der Gotzinger in der Sendlinger Bauernschlacht 1705.

## Bevölkerung
Gotzing hat 12 Einwohner, des Weiteren kommen noch eine lose Anzahl von Bauernhöfen und Wohnhäusern in Obergotzing hinzu.

## Kultur und Sehenswürdigkeiten
Gotzing verfügt über eine Jakobuskirche, welche auch auf dem Jakobsweg liegt, des Weiteren über das Gasthaus Gotzinger Trommel, dessen Wirt Hans Triebel mit seinem etwas eigenwilligem Einsatz für die bairische Sprache schon des Öfteren mediale Aufmerksamkeit erregte. Außerdem befindet sich am Ortsausgang das alte Schulhaus, das bis Ende der 1960er Jahre in Betrieb war.
- Siehe auch Liste der Baudenkmäler in Weyarn

Gotzing hat eine eigene Freiwillige Feuerwehr (FF Gotzing) und einen Trachtenverein (Trachtenverein Thalham-Gotzing). Diese beiden Vereine unterstreichen den Zusammenhalt zwischen Gotzing, Obergotzing und Hinterberg.

## Persönlichkeiten
- Harduin Bießle OSB (1902–1985), Abt der Benediktinerabtei Königsmünster in Meschede.